# Cuando un hombre ama
Cuando un hombre ama (en hangul, 남자가 사랑할 때; romanización revisada, Namjaga Saranghal Ttae) es una serie de televisión surcoreana emitida originalmente durante 2013, que gira en torno a un gánster cansado del mundo, como de su vida amorosa, se entrelaza con otras tres personas y cómo el curso de sus vidas cambia totalmente en un momento de pasión febril.
Es protagonizada por Song Seung Heon, Shin Se Kyung, Chae Jung An y Yeon Woo Jin. Fue trasmitida en su país de origen por MBC desde el 3 de abril hasta el 6 de junio de 2013, finalizando con una longitud de 20 episodios al aire las noches de los días miércoles y jueves a las 21:55 (KST).

## Argumento
Han Tae Sang (Song Seung Heon) fue un exitoso hombre de negocios imparable, una vez que él pone su mente en hacer o tener algo lo consigue. Anteriormente había sido un joven inteligente lleno de potencial, pero sus sueños se detuvieron cuando se vio obligado a trabajar como un gánster para el mismo usurero que destruyó a su familia. Desde aquel entonces, ha sido capaz de construir un negocio exitoso a través de su propia sangre, sudor y lágrimas, y todo lo que ha conseguido en su vida ha sido duramente ganado.
Un día, lo que se supone que debe haber sido una sencilla extorsión de trabajo se convierte en un encuentro casual con Seo Mi Do (Shin Se Kyung), la hija del dueño de una modesta librería. Mi Do es una joven llena de problemas, pero está decidida a mejorar su vida para olvidar las penurias de su infancia pobre. En ella, Tae Sang ve gran parte de su propia personalidad señalada con fuego y pasión. A medida que comienza a enamorarse de ella, se da cuenta de que va a hacer todo para protegerla y tratar de darle una vida diferente a la suya en donde pueda seguir sus sueños sin preocuparse de los problemas de dinero.

## Reparto

### Personajes principales
- Song Seung-heon como Han Tae Sang.
- Shin Se Kyung como Seo Mi Do.
- Chae Jung Ahn como Baek Sung Joo.
- Yun Woo Jin como Lee Jae Hee.
  - Yoon Chan Young como Jae Hee de joven.

### Personajes secundarios
Cercanos a Tae Sang
- Kim Seo Kyung como Roy Chang / Han Tae Min.
- Jo Jae Ryong como Yoon Dong Goo.
- Jung Young Sook como Yoon Hong Ja.

Cercanos a Mi Do
- JB como Seo Mi Joon.
- Jinyoung como Ddol Yi.
- Kang Shin Il como Seo Kyung Wook.
- Oh Young Shil como Choi Sun Ae.

Cercanos a Sung Joo
- Lee Chang Hoon como Goo Yong Kap.

Cercanos a Jae Hee
- Kim Sung-oh como Lee Chang-hee.

### Otros personajes
- Lee Seung Hyung como Bae Choon Sam.
- Lee Min Ji como Jin Song Yun.
- Nam Kyung Eup como Presidente Jang Ji Myung.
- Park Min Ji como Eun Ae.
- Lee Sung-min como Kim Dae Kwang, jefe de Tae-sang (episodios 1-2 y 4).

## Recepción

### Audiencia
En Azul la audiencia más baja y en rojo la más alta, correspondientes a las empresas medidoras TNms y AGB Nielsen.
| Ep. #    | Fecha de estreno    | Share        | Share        | Share       | Share       |
| Ep. #    | Fecha de estreno    | TNmS Ratings | TNmS Ratings | AGB Nielsen | AGB Nielsen |
| Ep. #    | Fecha de estreno    | Nacional     | Seúl         | Nacional    | Seúl        |
| -------- | ------------------- | ------------ | ------------ | ----------- | ----------- |
| 1        | 3 de abril de 2013  | 7.3 %        | 7.8 %        | 6.6 %       | 6.6 %       |
| 2        | 4 de abril de 2013  | 10.8 %       | 12.1 %       | 10.1 %      | 11.0 %      |
| 3        | 10 de abril de 2013 | 9.3 %        | 10.3 %       | 11.4 %      | 13.1 %      |
| 4        | 11 de abril de 2013 | 11.6 %       | 13.0 %       | 12.1 %      | 13.5 %      |
| 5        | 17 de abril de 2013 | 11.1 %       | 12.7 %       | 11.4 %      | 12.0 %      |
| 6        | 18 de abril de 2013 | 10.2 %       | 12.1 %       | 11.3 %      | 12.3 %      |
| 7        | 24 de abril de 2013 | 9.9 %        | 11.8         | 10.5 %      | 11.7 %      |
| 8        | 25 de abril de 2013 | 9.7 %        | 12.0 %       | 10.2 %      | 11.3 %      |
| 9        | 1 de mayo de 2013   | 9.9 %        | 11.7 %       | 9.5 %       | 10.6 %      |
| 10       | 2 de mayo de 2013   | 9.7 %        | 12.0 %       | 10.8 %      | 12.5 %      |
| 11       | 8 de mayo de 2013   | 9.3 %        | 10.8 %       | 8.9 %       | 10.1 %      |
| 12       | 9 de mayo de 2013   | 9.0 %        | 10.0 %       | 9.0 %       | 9.9 %       |
| 13       | 15 de mayo de 2013  | 9.0 %        | 10.7 %       | 9.1 %       | 10.0 %      |
| 14       | 16 de mayo de 2013  | 9.7 %        | 11.1 %       | 10.3 %      | 12.1 %      |
| 15       | 22 de mayo de 2013  | 10.1 %       | 12.0 %       | 11.4 %      | 12.6 %      |
| 16       | 23 de mayo de 2013  | 9.8 %        | 11.2 %       | 11.2 %      | 12.5 %      |
| 17       | 29 de mayo de 2013  | 10.9 %       | 13.5 %       | 10.6 %      | 11.8 %      |
| 18       | 30 de mayo de 2013  | 10.5 %       | 12.0 %       | 9.9 %       | 10.2 %      |
| 19       | 5 de junio de 2013  | 9.8 %        | 11.7 %       | 11.1 %      | 11.7 %      |
| 20       | 6 de junio de 2013  | 9.7 %        | 11.9 %       | 12.1 %      | 13.3 %      |
| Promedio | Promedio            | 9.9 %        | 11.5 %       | 10.4 %      | 11.4 %      |

## Emisión internacional
- Chile: ETC (2017).
- Ecuador: Teleamazonas (2016).
- Estados Unidos: Pasiones (2016).
- Filipinas: ABS-CBN (2013) y Jeepney TV (2016).
- Hong Kong: TVB (2013 y 2014).
- Kazajistán: Astana TV.
- Perú: Panamericana (2017).
- Taiwán: EBC (2014) y EBC Star (2015).